# Соломко, Наталья Зоревна
Ната́лья Зо́ревна Соло́мко (род. 27 августа 1950, Свердловск) — российская писательница, автор повестей и рассказов для детей и юношества.
Отличительной чертой произведений Соломко являются тонкий психологизм и мягкий юмор.

## Биография
Родилась в районе Уралмаш в семье служащих. Писала с детства. В отрочестве и юности занималась в театральной студии. В 1970−1971 годах работала режиссёром самодеятельного пионерского театра «Робин Гуд» в посёлке Полуночное на севере Свердловской области. Весной 1972 года пришла в отряд «Каравелла», руководимый Владиславом Крапивиным. Занималась редактированием альманаха «Синий краб», кино и фотографией.
В 1975 году поступила в Литературный институт (проза). Первая публикация − рассказ «Козёл Галагуцкого» в журнале «Костёр» (1976). Публикации содействовал Сергей Довлатов, который там тогда работал.
Окончив институт, работала рецензентом в издательстве «Детская литература», писала для «Пионерской» и «Комсомольской правды», «Учительской газеты». Рассказы и повести печатались в журналах «Пионер», «Аврора», «Парус», «Уральский следопыт», «Литературная учёба» и др.
Первая книга — сборник повестей и рассказов «Если бы я был учителем» — вышла в 1984 году в издательстве «Детская литература».
С 1986 года − член Союза писателей СССР.
В 1993−1996 годах − главный редактор детской сказочной газеты «Жили-были», которую придумал критик Николай Машовец и в которой печатались исключительно сказки: старые и новые, смешные и печальные, русские и нерусские.
В середине 1990-х сделала для «Детской литературы» подростковую серию «Опасный возраст», где успели выйти книги Владислава Крапивина, Ирины Полянской, Юрия Короткова, Татьяны Пономарёвой, Катерины Мурашовой, Елены Матвеевой.
1997−1999 годы − главный редактор издательства «Семейная библиотека».
Для издательства «Дрофа» сделала серию «Сказки нашего двора» − весёлую, зачастую хулиганскую современную прозу для людей 9−12 лет. В этой серии, помимо детских писателей среднего поколения (Олег Кургузов, Валерий Роньшин, Марина Москвина, Сергей Седов, Сергей Махотин), было много новых имён и первых книг (Сергей Силин из Перми, Ольга Колпакова и Светлана Лаврова из Екатеринбурга, Юрий Вийра из Москвы, Игорь Жуков из Иваново, Наталья Майорова и Геннадий Скоков из Калуги).

## Произведения
- Козёл Галагуцкого. Рассказ (1973)
- Эй, кому тут нужен брат? Рассказ (1974)
- Если бы я был учителем. Повесть (1974)
- Любовь октябрёнка Овечкина. Рассказ (1978)
- Почтовые голуби. Рассказ (1978)
- Развлечения в скучную пору. Рассказ (1978)
- Белая лошадь − горе не моё. Повесть (1981)
- Пожарный кран № 1. Повесть — М.: Детская литература, 1986.
- Горбунок. Повесть (1987)
- Чудеса света. Детская энциклопедия (1997)
- Чёрная рука из второго подъезда. Рассказы (под псевд. Иван Востросаблин) (2001)
- Император Александр III. Истор. повесть (2005)
- Император Павел I. Истор. повесть (2005)
- Сказки о русских художниках (2005)
- Елизавета − дочь Петра. Истор. повесть (2006)
- Последний русский император. Истор. повесть (2006)
- Художник Василий Верещагин. Истор. повесть. (соавт. М. Межиева) (2007)

## Экранизации
- Любовь октябрёнка Овечкина. Телеспектакль. Ленинградское ТВ. Реж. Александр Бот (1981)
- Обман (по рассказу «Любовь октябрёнка Овечкина»). Короткометражный худ. фильм. Киностудия «Мосфильм». Реж. Николай Раужин (1983)
- Белая лошадь — горе не моё. Телеспектакль. Центральное ТВ. Реж. Вадим Спиридонов (1986)